# Giovanni Vincenzo Bonzano
Giovanni Vincenzo Bonzano (Castelletto Monferrato, 27 settembre 1867 – Roma, 26 novembre 1927) è stato un cardinale italiano.

## Biografia
Nacque il 27 settembre 1867 a Castelletto Monferrato.
Papa Pio XI lo elevò al rango di cardinale nel concistoro dell'11 dicembre 1922.
Morì il 26 novembre 1927 all'età di 60 anni.

## Genealogia episcopale e successione apostolica
La genealogia episcopale è:
- Cardinale Scipione Rebiba
- Cardinale Giulio Antonio Santori
- Cardinale Girolamo Bernerio, O.P.
- Arcivescovo Galeazzo Sanvitale
- Cardinale Ludovico Ludovisi
- Cardinale Luigi Caetani
- Cardinale Ulderico Carpegna
- Cardinale Paluzzo Paluzzi Altieri degli Albertoni
- Papa Benedetto XIII
- Papa Benedetto XIV
- Papa Clemente XIII
- Cardinale Bernardino Giraud
- Cardinale Alessandro Mattei
- Cardinale Pietro Francesco Galleffi
- Cardinale Giacomo Filippo Fransoni
- Cardinale Carlo Sacconi
- Cardinale Edward Henry Howard
- Cardinale Mariano Rampolla del Tindaro
- Cardinale Rafael Merry del Val
- Cardinale Giovanni Vincenzo Bonzano

La successione apostolica è:
- Arcivescovo Edward Joseph Hanna (1912)
- Vescovo Henry John Paul Joseph Nussbaum, C.P. (1913)
- Vescovo Daniel Mary Gorman (1918)
- Arcivescovo Thomas Joseph Walsh (1918)
- Arcivescovo Arthur Jerome Drossaerts (1918)
- Vescovo Jules Benjamin Jeanmard (1918)
- Vescovo Edmund Francis Gibbons (1919)
- Arcivescovo John Gregory Murray (1920)
- Arcivescovo John Alexander Floersh (1923)
- Vescovo Basilio Manuel Olimpio Pereira, O.F.M. (1925)
- Cardinale Giuseppe Fietta (1926)